# Henri Debehogne
Pour les articles homonymes, voir Debehogne.
Henri Debehogne, né à Maillen en 1928 et mort à Uccle en 2007, est un astronome belge. Il a travaillé à l'observatoire royal de Belgique à Uccle et était spécialisé dans l'astrométrie des comètes et des astéroïdes.

## Biographie
Henri Debehogne naît le 30 décembre 1928 à Maillen, dans l'actuelle commune d'Assesse (province de Namur), en Belgique.
Il meurt le 6 décembre 2007 à Uccle (région bruxelloise).
L'astéroïde (2359) Debehogne porte son nom.

## Découvertes
D'après le Centre des planètes mineures, il a découvert 742 astéroïdes, dont 124 avec un co-découvreur, entre 1965 et 2006. Il a notamment découvert les astéroïdes troyens de Jupiter (6090) Aulis et (65210) Stichios (ce dernier avec Eric Walter Elst) et l'astéroïde Apollon (314082) Dryope.